# أوتيس وينغو
أوتيس وينغو (بالإنجليزية: Otis Wingo) هو محامي وسياسي أمريكي، ولد في 18 يونيو 1877 في مقاطعة ويكلي في الولايات المتحدة، وتوفي في 21 أكتوبر 1930 في بالتيمور في الولايات المتحدة. حزبياً، نشط في الحزب الديمقراطي. وقد انتخب عضو مجلس ولاية أركنساس وانتخب عضو مجلس النواب الأمريكي.